# Bahía Las Vegas
La Bahía Las Vegas (en inglés: Las Vegas Bay) es una bahía en la orilla occidental del lago Mead en el estado de Nevada al oeste de Estados Unidos. La bahía se encuentra dentro del Reserva nacional del Lago Mead (Mead National Recreation Area) al noreste de la ciudad de Henderson, cerca de la unión de la Ruta Estatal de Nevada 167 y la Ruta Estatal de Nevada 147. Un camping público y el acceso en barco están disponibles en el lugar. Los bajos niveles de agua del Lago Mead han hecho que la marina no sea funcione, y se ha trasladado a la Hemenway Boat Harbor, en el extremo sur de la cuenca de Boulder. La rampa también se ha cerrado debido a los niveles de agua.